# Old Bet

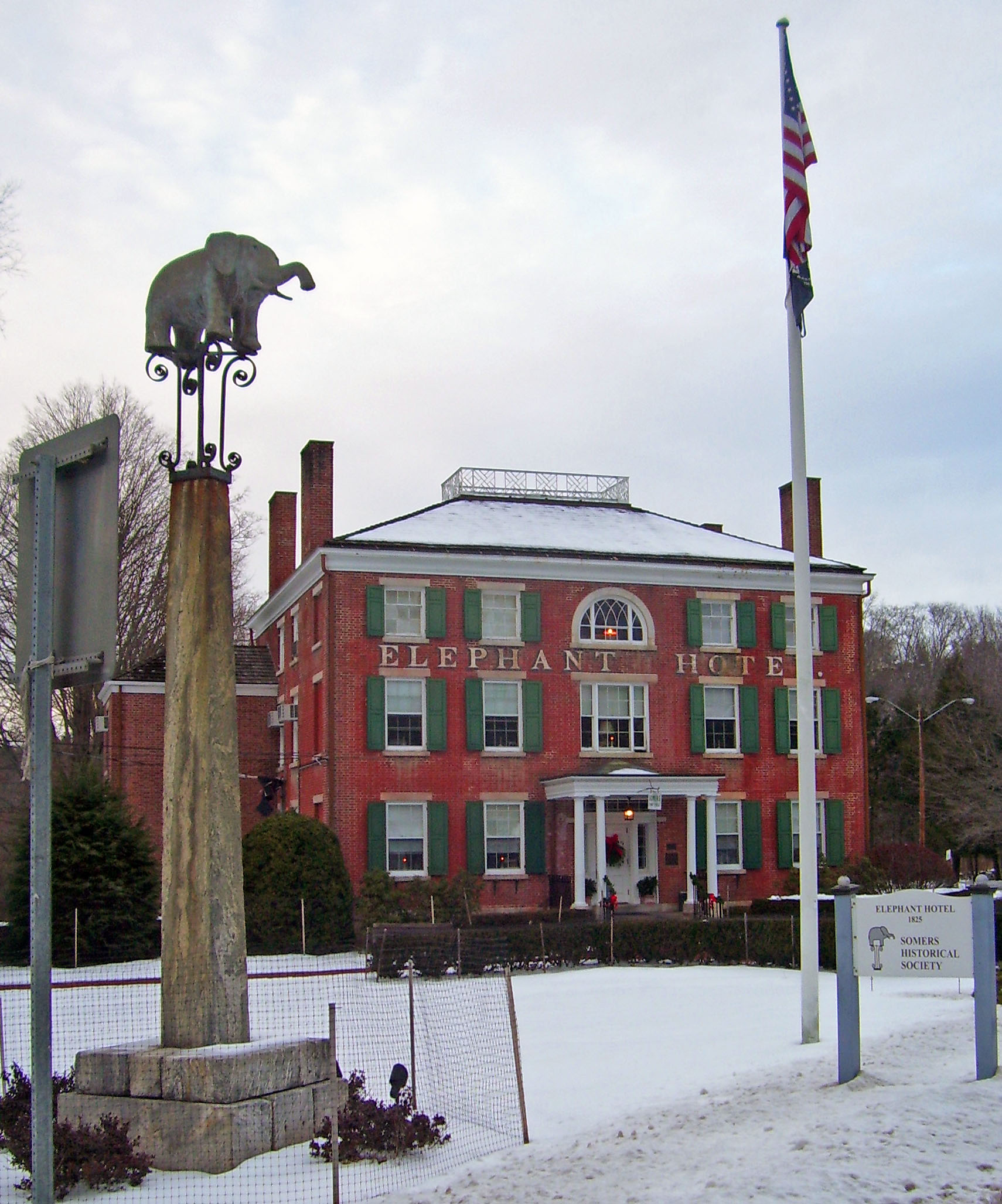
Estatua de Old Bet delante del Elephant Hotel, en Somers, Nueva York.

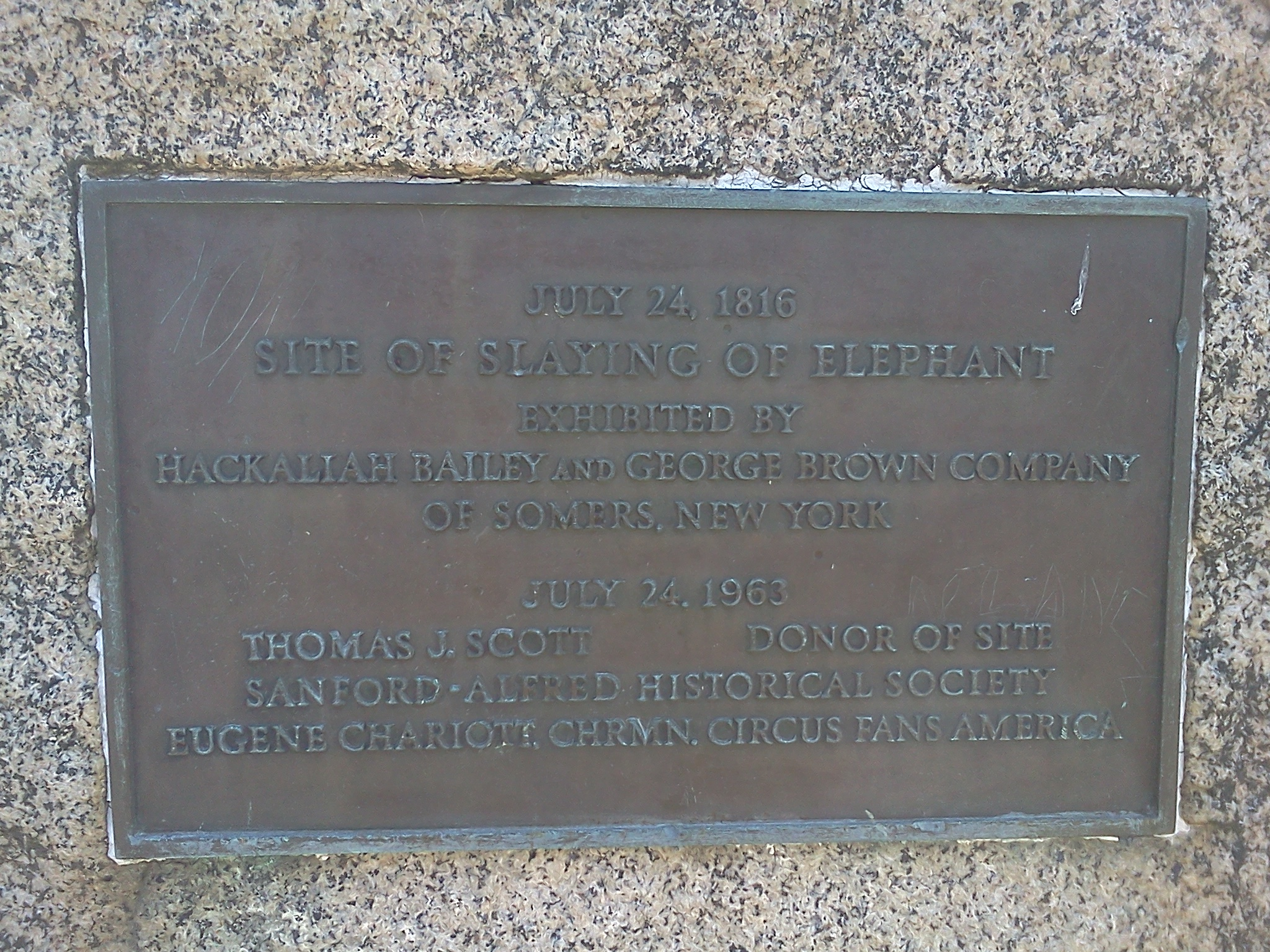
Marcador en el lugar en Alfred, Maine donde Old Bet fue asesinado.

Old Bet (muerto el 24 de julio de 1816) fue el primer elefante de circo y el segundo elefante traído a los Estados Unidos. Hay informes de un elefante traído a los Estados Unidos en 1796, pero no se sabe con certeza si se trató del mismo animal luego llamado Old Bet.

## Biografía
El primer elefante traído a los Estados Unidos llegó en 1796, a bordo del velero América desde Calcuta a Nueva York el 3 de diciembre de 1795.  
Sin embargo, no es seguro si se trataba de Old Bet. Las primeras referencias a él datan de 1804 en Boston cuando formaba parte de una ménagerie. En 1808, mientras residía en Somers, Nueva York, Hachaliah Bailey adquirió el elefante de la menagerie por 1,000 dólares y le llamó "Old Bet".
El 24 de julio de 1816, Old Bet fue asesinado mientras estaba de gira cerca de Alfred, Maine por un labrador local llamado Daniel Davis que le pegó un tiro, y más tarde fue condenado por el crimen. Si bien muchas personas creen que el campesino pensó que era un pecado que la gente pagara por ver un animal, otra razón sospechada es los celos por la atención que la novedad despertaba.

## Legado
En 1821, el Scudder American Museum en Nueva York anunció que había comprado la piel y huesos de Old Bet y montaría los restos en el museo. El elefante fue conmemorado en 1825 con una estatua y el Elephant Hotel en Somers, Nueva York. En 1922 el elefante John L. Sullivan caminó 85 km para colocar con su trompa una corona floral en memoria de Old Bet en su estatua conmemorativa.